# Эрмитаж-Выборг
Эрмитаж-Выборг — филиал Государственного Эрмитажа и выставочный центр в Выборге (Ленинградская область), открывшийся в июне 2010 года. Здание построено в межвоенной Финляндии в стиле функционализм.

## История

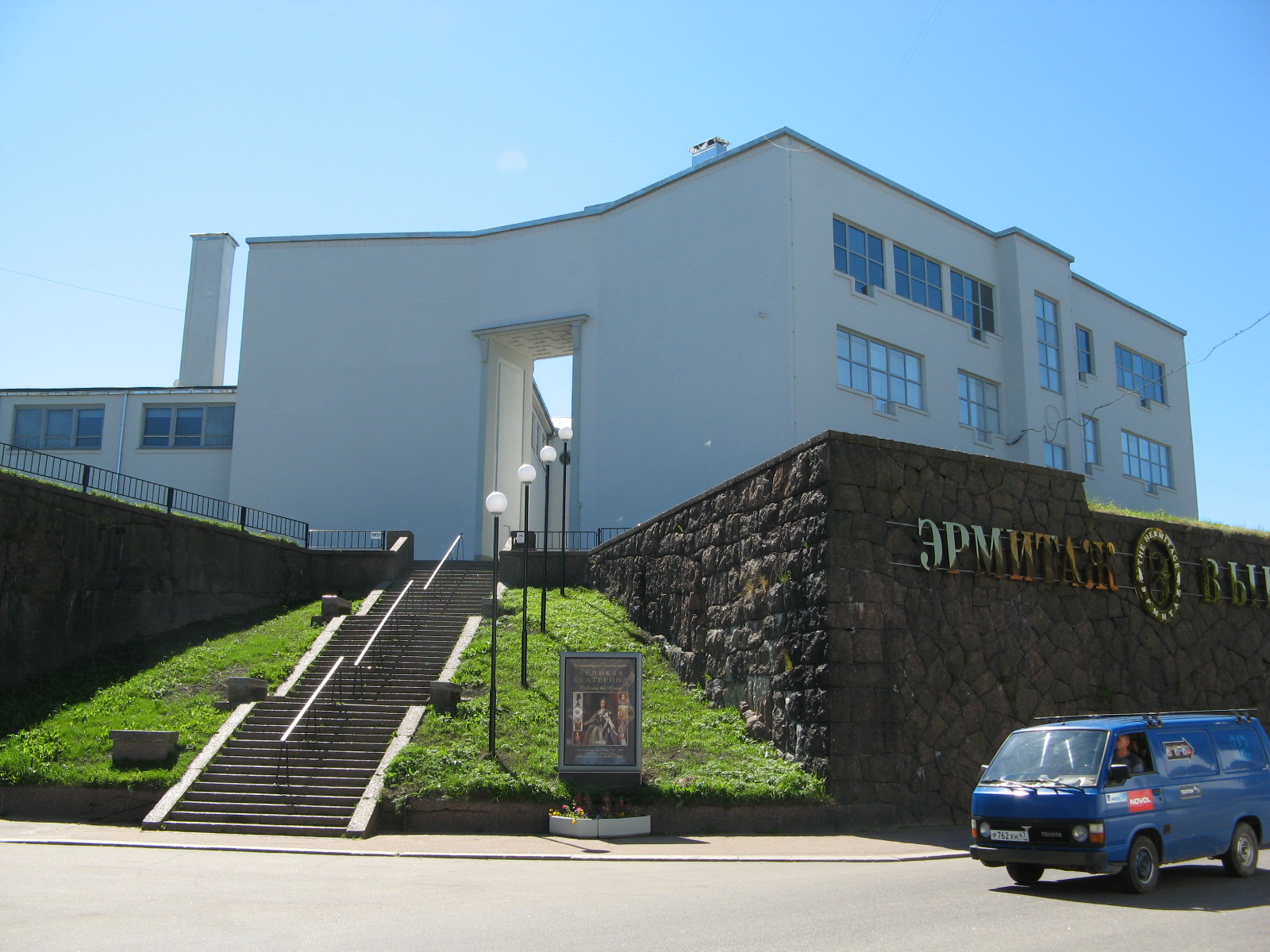

Выставочный центр расположен на бастионе Панцерлакс и занимает здание — архитектурный памятник, построенный в 1930 году финским архитектором Уно Ульбергом для музея изящных искусств и художественной школы.
Здание в духе функционализма и неоклассики принадлежит к так называемому Белому Выборгу (наряду с такими зданиями, как городская библиотека, областной архив, дом шведско-немецкого прихода, выборгский ломбард, здание компании «Саво-Карельская оптовая торговля» и здание страховой компании «Карьяла»).
Торжественное открытие нового культурного центра в Выборге состоялось 12 октября 1930 года. За десять лет в музее, прозванном «Выборгским Акрополем», была собрана большая коллекция финского и европейского искусства. В её состав вошли и произведения ряда русских мастеров. К концу 1930-х годов Выборгский музей стал вторым по значению художественным музеем Финляндии после столичного Атенеума.
После Зимней войны (1939—1940) школа искусств была закрыта, а экспонаты музея вывезены и распределены между музеями Финляндии. В сильно пострадавшем от время пожара здании в послевоенное время размещались различные учреждения.
В XXI веке было принято решение о воссоздании оригинального облика здания и возвращении ему изначальной функции. В 2003 году в нём разместилась основанная в 1969 году Детская школа искусств (занявшая левое крыло здания), а в 2010 году правое крыло занял музейный центр.

## Деятельность
В Центре «Эрмитаж-Выборг» проводятся экскурсии, лекции, применяются образовательные программы, подготовленные при участии специалистов Государственного Эрмитажа. Работает образовательный центр, оснащённый современной проекционной аппаратурой и компьютерами с сенсорными мониторами. Проводятся мероприятия, направленные на расширение музейного центра за счёт приспособления помещений бастиона Панцерлакс, а также работы по благоустройству прилегающей территории (с установкой копий античных скульптур).
Среди тем проведённых выставок: «Великая Екатерина», «Восток и Запад. Искусство исламского мира», «Итальянская живопись и скульптура эпохи барокко в собрании Государственного Эрмитажа», «Два века французской элегантности. Декоративное искусство XVII—XVIII веков из собрания Государственного Эрмитажа».

## Галерея

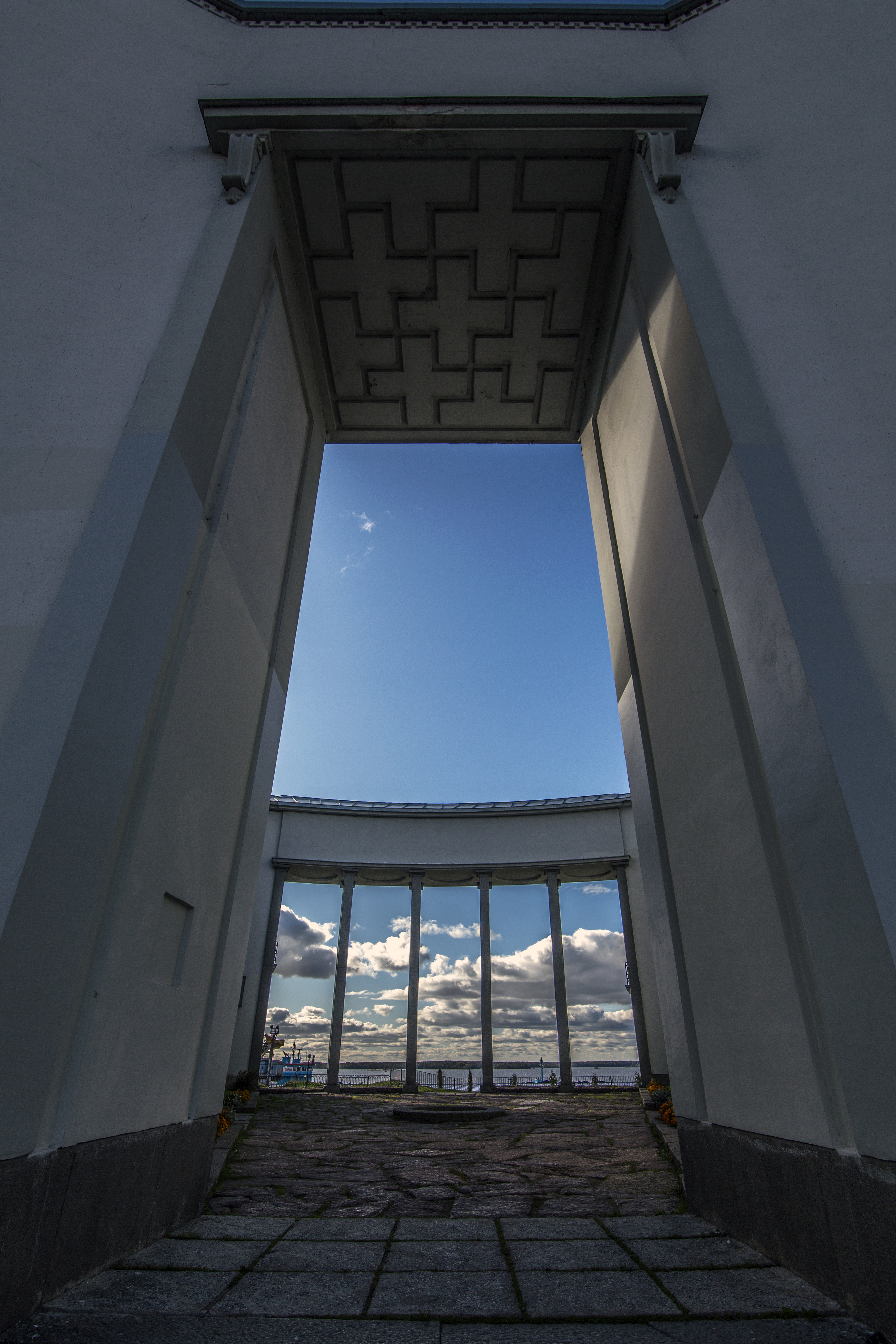
Арка входа
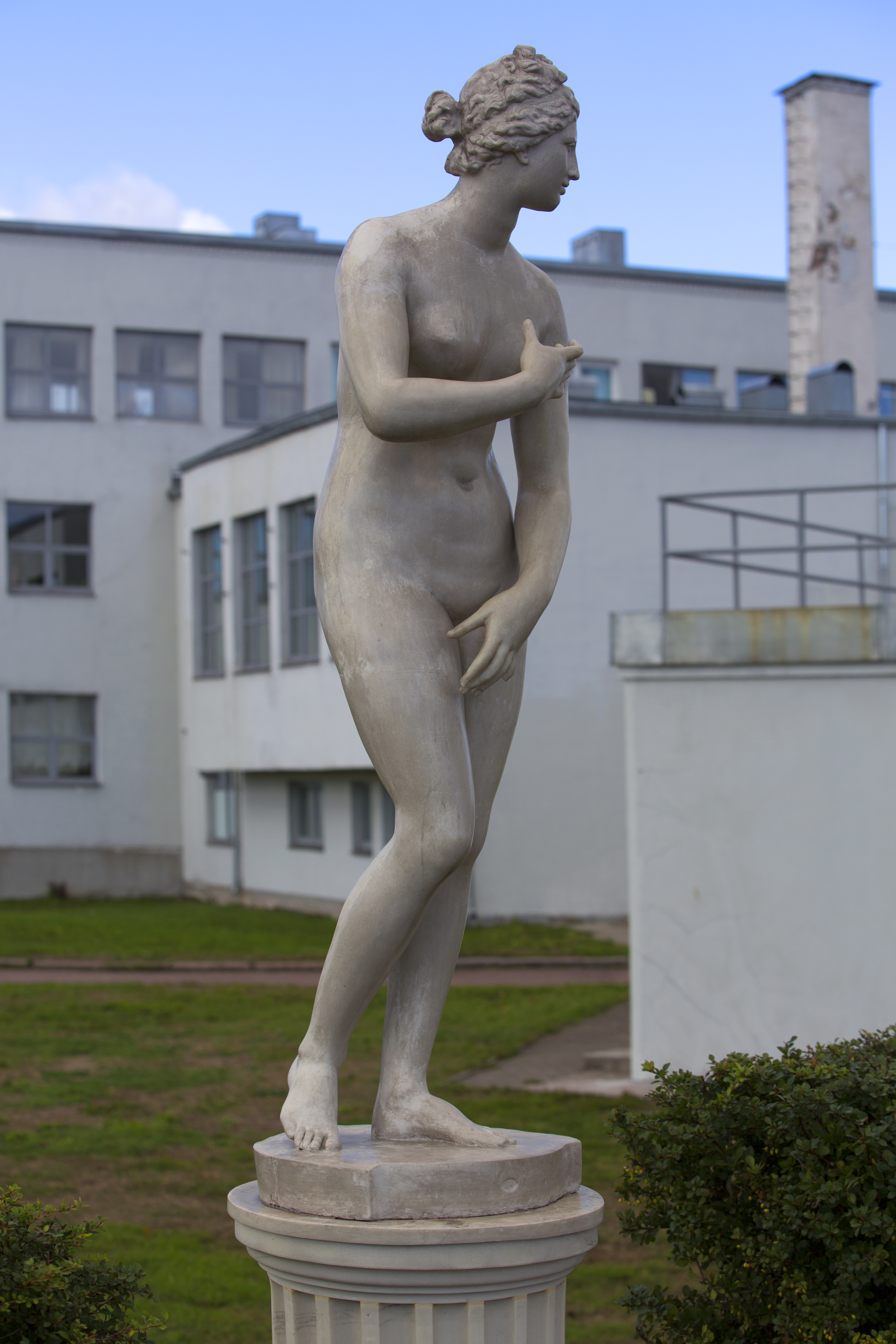
Скульптура «Венера Медицейская»
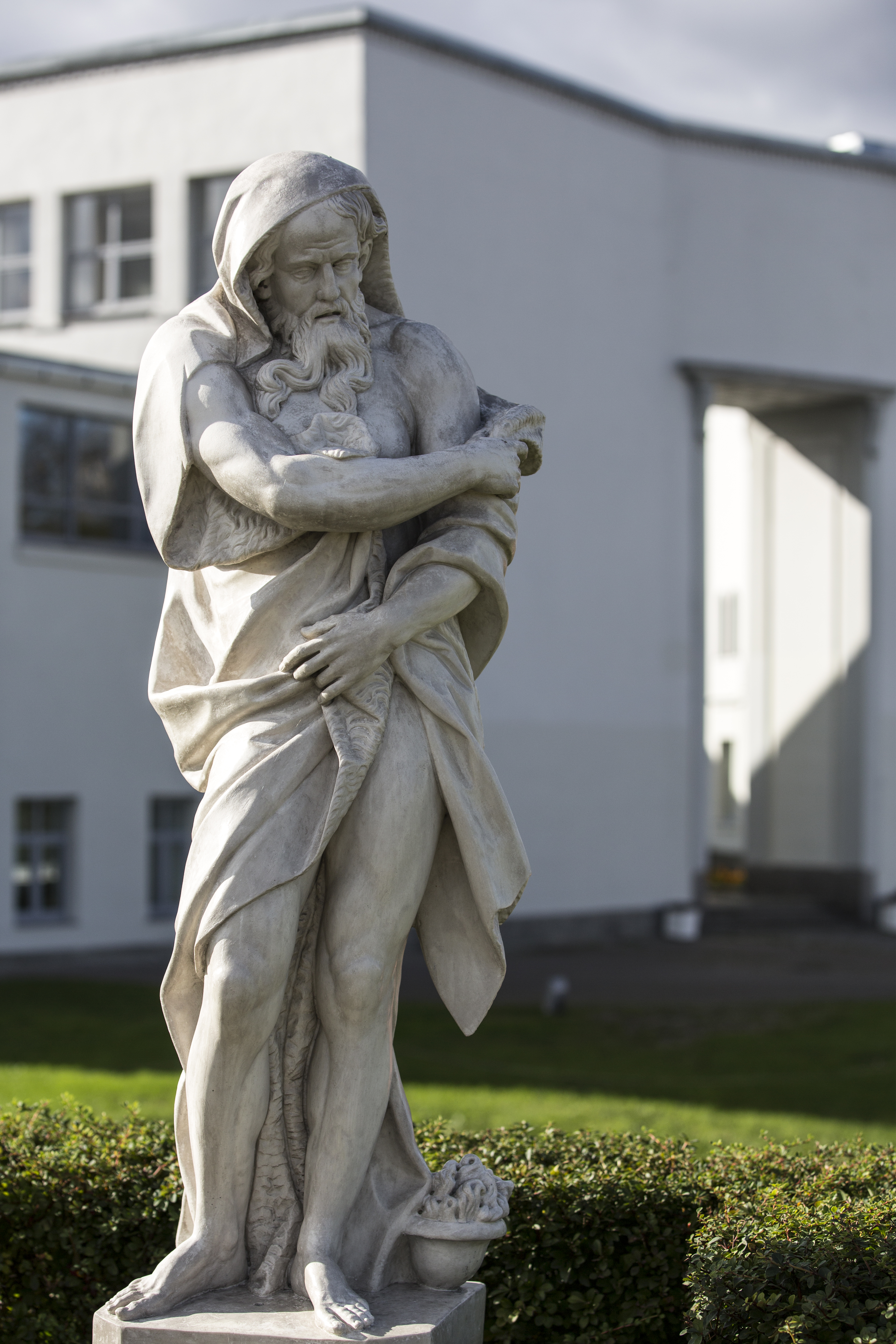
Скульптура «Вулкан»
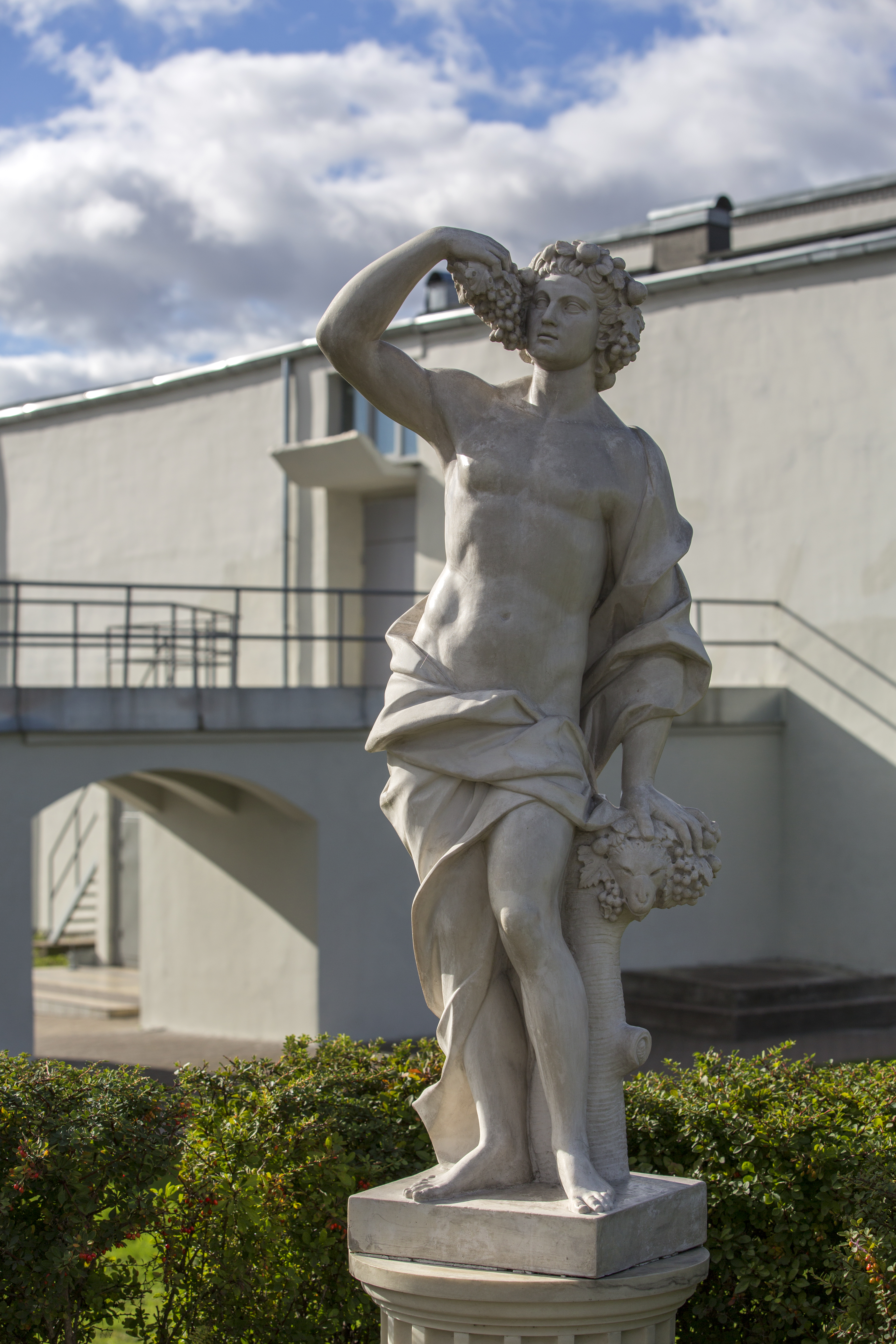
Скульптура «Вакх»
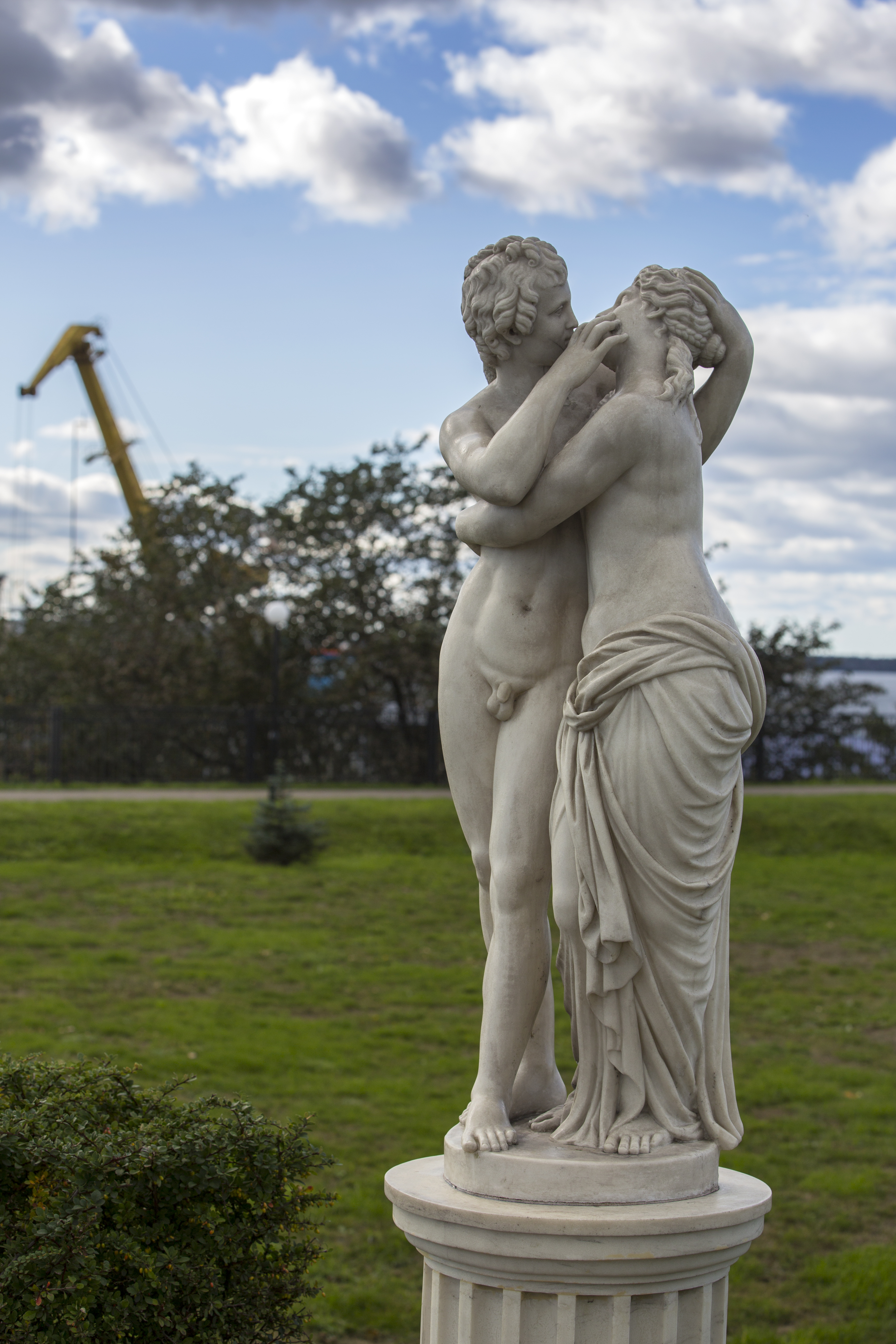
Скульптура «Амур и Психея»
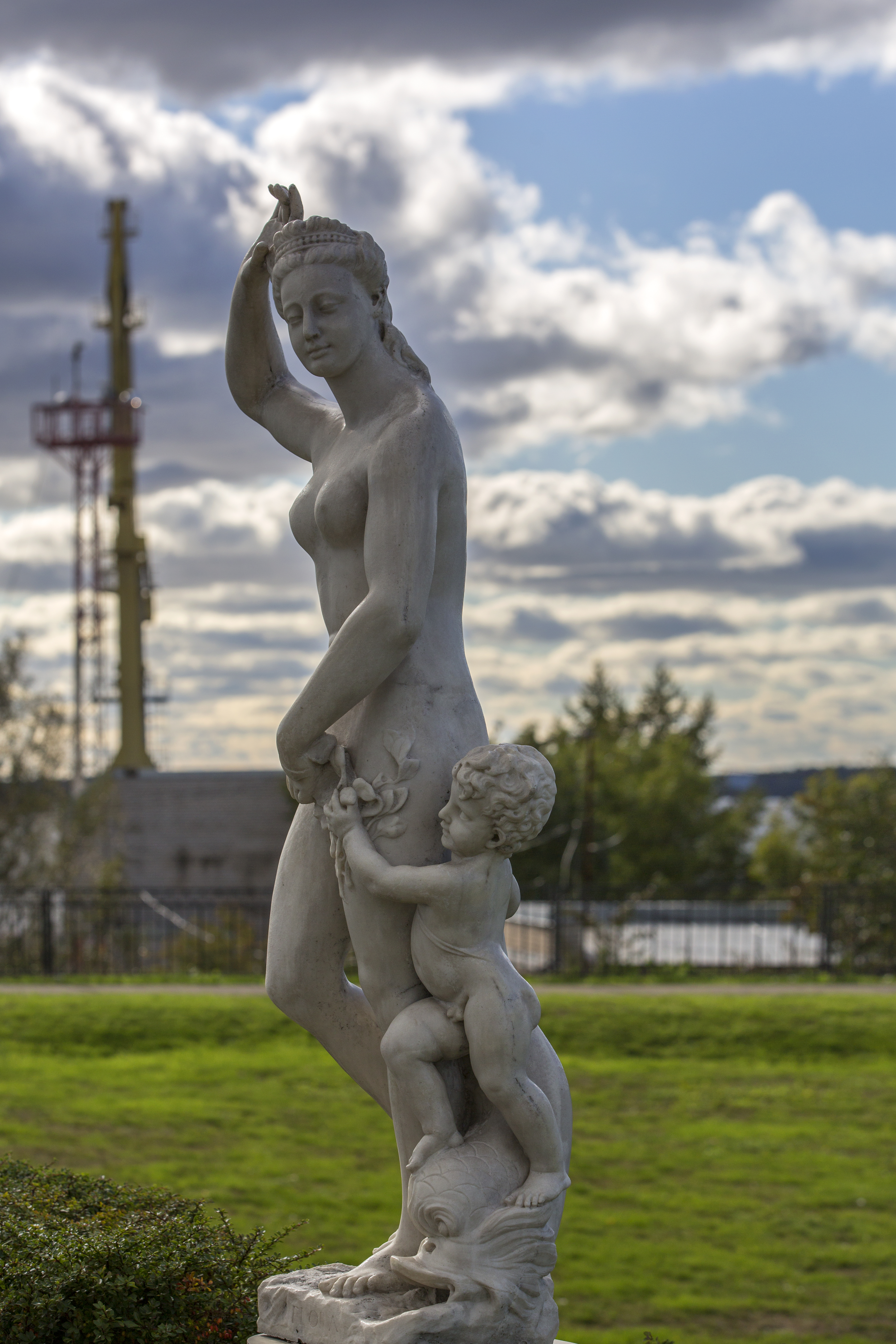
«Флора»

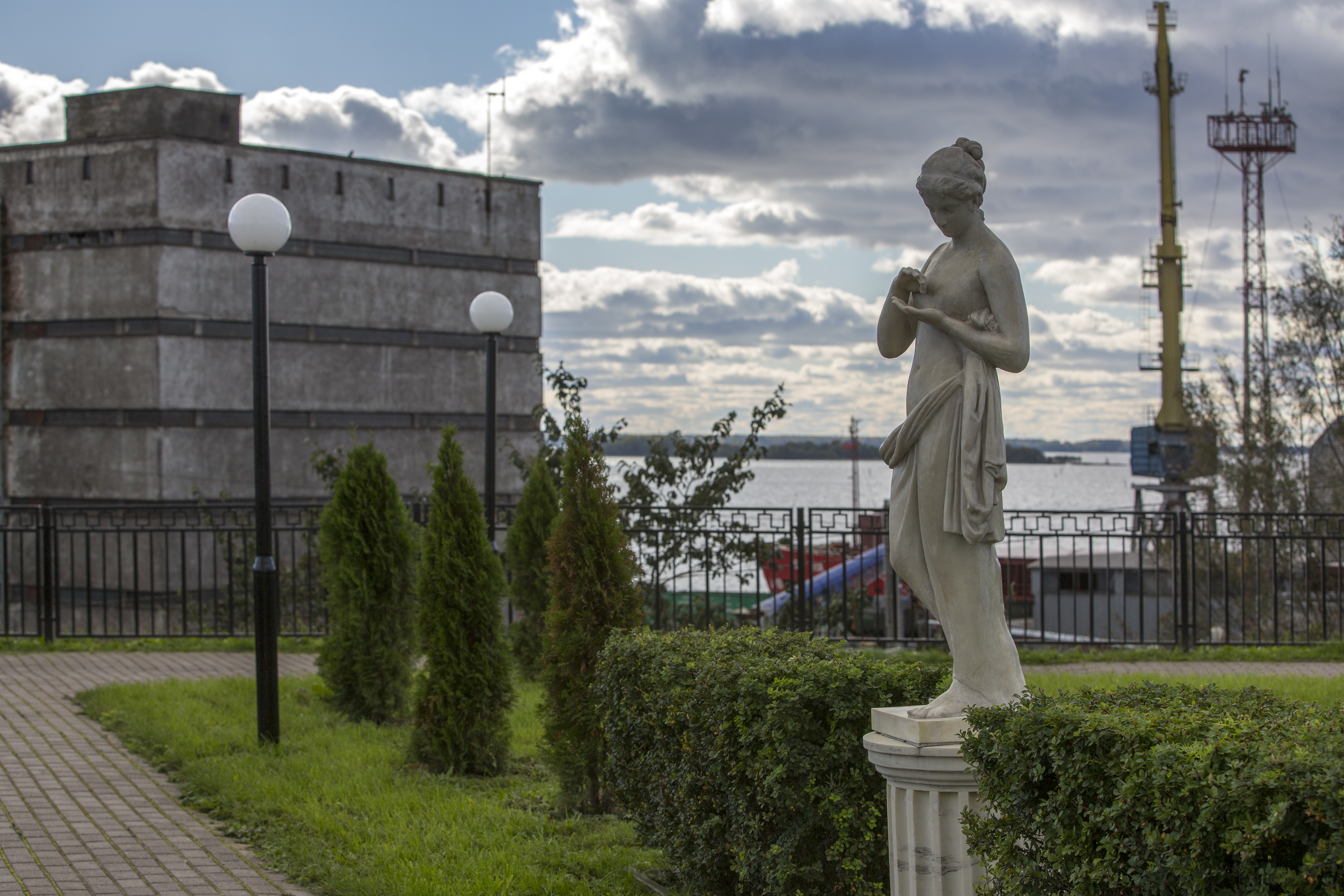
Скульптура «Венера с бабочкой» («Психея с бабочкой»)
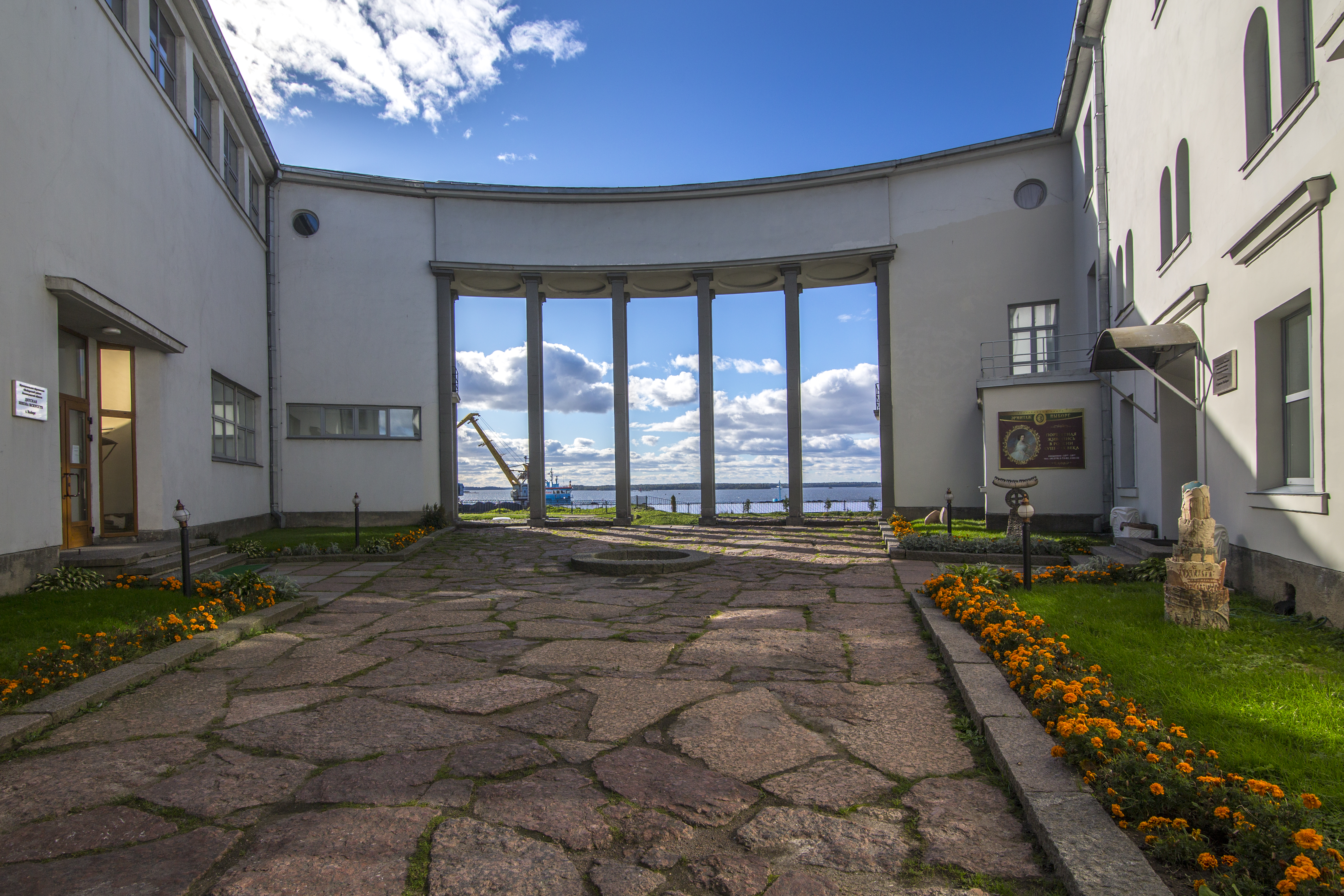
Внутренний двор здания